# Расторгуев, Валерий Николаевич
Вале́рий Никола́евич Расторгу́ев (8 сентября 1949, Калинин, СССР — 6 июля 2021, Москва, Россия) — советский и российский философ и политолог. 
Доктор философских наук, профессор. Заведующий кафедрой теоретической политологии МГУ имени М. В. Ломоносова, заместитель главного редактора журнала «Трибуна русской мысли», руководитель образовательной программы «Экологическая политика», директор Центра политической аксиологии Государственной академии славянской культуры, член трёх диссертационных советов.
Почётный работник высшего образования РФ, лауреат Премии Правительства РФ в области науки и техники (2006).
Является экспертом по следующим направлениям: политическая аналитика, политическое планирование в области экологической, социальной, научной и культурной деятельности. Один из авторов «Большой Российской энциклопедии».

## Биография
Родился в 1949 году в Калинине.
В 1971 году окончил филологический факультет Калининского государственного педагогического института, в 1974 году — аспирантуру кафедры философии Калининского государственного университета.
Защитил диссертацию на соискание учёной степени доктора философских наук (специальность «Социология науки, культуры, образования»).
С 1974 по 1996 год работал в Тверском государственном университете, с 1987 года — в должности заведующего кафедрой философии.
В 1991—1993 — эксперт Верховного Совета РСФСР. В 1993—1996 — депутат Совета Федерации Федерального Собрания РФ первого созыва, заместитель председателя Комитета по социальной политике, экологии и здравоохранению, член Комиссии по Регламенту и парламентским процедурам.
С 1992 года директор Центра политической аксиологии Государственной академии славянской культуры. Член Научно-экспертного совета и Координационного Совета по социальной стратегии при Председателе Совета Федерации, член Экспертного совета Комитета Государственной Думы по природным ресурсам и природопользованию.
В 1996—2000 — государственный советник 3 класса Администрации Президента РФ.
С 2000 года — профессор, а позднее заведующий кафедрой теоретической политологии философского факультета МГУ.
В разные годы был членом Президиума Российского фонда культуры, заместителем председателя Экспертного совета Комиссии по гражданству при Президенте РФ, директором Учебно-исследовательского центра МГИМО «Церковь и международные отношения», главным редактором журнала МГИМО «Церковь и общество».
Неоднократно выступал с докладами на всемирных конференциях ООН и межпарламентских форумах, на международных научных конгрессах и конференциях. Руководил разработкой и реализацией государственных и международных программ.

## Награды
- Благодарность Президента Российской Федерации (15 сентября 2003) — за активное участие в разработке экологической доктрины Российской Федерации
- Почётная грамота Администрации Президента РФ
- Орден Авиценны

## Научные труды
Автор свыше 300 научных публикаций, в том числе 20 монографий и учебных пособий.
Среди них:
- Единство и преемственность сознания. ТГУ, 1988 (в соавт.)
- Концептуальный поиск: традиции, новаторство, ответственность. КГУ, 1988
- Динамика социального развития. ТГУ, 1989 (в соавт.)
- Концепция региональной культурной политики. Тверь, 1990
- Горизонты культурной политики России. Тверь, 1991
- Региональная культурная политика. Тверь, 1992
- Природа самоидентификации: русская культура, славянский мир и стратегия непрерывного образования. ГАСК, 2004 (в соавт.)
- Колодцы мира: Великий водораздел двух тысячелетий и трёх морей / Сост.: В. М. Воробьёв и др. — М.: Финансовый контроль, 2004. — 176 с. — (Экологическая доктрина России: от замысла к пилотным проектам). — 3000 экз. — ISBN 5-902048-43-5 (общ. ред.)
- Экология человека в изменяющемся мире. Екатеринбург, 2006. (в соавт.)
- Инженерия социальная : [арх. 15 июня 2024] / Расторгуев В. Н. // Излучение плазмы — Исламский фронт спасения [Электронный ресурс]. — 2008. — С. 369. — (Большая российская энциклопедия : [в 35 т.] / гл. ред. Ю. С. Осипов ; 2004—2017, т. 11). — ISBN 978-5-85270-342-2.